# ロン・シュミット
ロン・シュミット（Rohn Schmidt または Ronn Schmidt）は、アメリカ合衆国の撮影監督、テレビ監督である。

## 人物
映画では『ミラクルマスター II/L.A.時空大戦』（1991年）、『メン・オブ・ウォー』（1994年）、『ロード・オブ・イリュージョン』（1995年）、『ミスト』（2007年）などの撮影を手がけている。
テレビシリーズでは『HUFF〜ドクターは中年症候群』、『ウォーキング・デッド』、『ザ・シールド ルール無用の警察バッジ』などの撮影を務めた。また『ザ・シールド』、『女捜査官グレイス 〜 天使の保護観察中』、『スターゲイト ユニバース』では監督も務めた。